# 宝积岩
宝积岩位于中国广西壮族自治区桂林市宝积山南麓，广西师范大学附属中学内。洞口呈斜三角形，高出地面7至8米，高约4米，面向南偏西20°。岩洞分为主洞和数个支洞，洞内面积约有500平方米。

## 宝积岩洞穴遗址
1979年7月，桂林市文物管理委员会和广西壮族自治区博物馆对该洞进行发掘，确认该遗址距今约3万年，属于旧石器时代晚期遗址。出土文物包括晚期智人臼齿化石2枚、石英粗砂岩制造的砍砸器4件、刮削器1建，石核石器7件。洞内出土的哺乳动物化石共6目12科16种，属于更新世晚期的“含真人化石的大熊猫—剑齿象动物群”。该遗址在发掘前已遭破坏，所发掘的遗物为残余的零星堆积。